# Luke Howard
Luke Howard (28. listopadu 1772 – 21. března 1864) byl britský chemik a amatérský meteorolog, známý hlavně pro svůj systém třídění oblaků, který publikoval roku 1802.